# Ruby Barnhill
Ruby Barnhill (Knutsford, Inglaterra, 16 de julio de 2004) es una actriz británica, más conocida por su debut en el cine con la cinta The BFG en 2016.

## Primeros años y carrera
En 2014 se anunció que encarnaría a "Sophie" en la adaptación del libro El gran gigante bonachón de Roald Dahl, The BFG, con Steven Spielberg como director y Mark Rylance como coprotagonista. Previamente, Barnhill había aparecido como actriz en la serie 4 O'Clock Club.

## Vida personal
Barnhill nació el 28 de julio de 2004 en Reino Unido, donde vive junto con su familia.

## Filmografía

### Cine
- The BFG como Sophie .

### Televisión
- 4 O'Clock Club como Isobel.